# 拉科塔省
5°51′N 5°41′W / 5.850°N 5.683°W

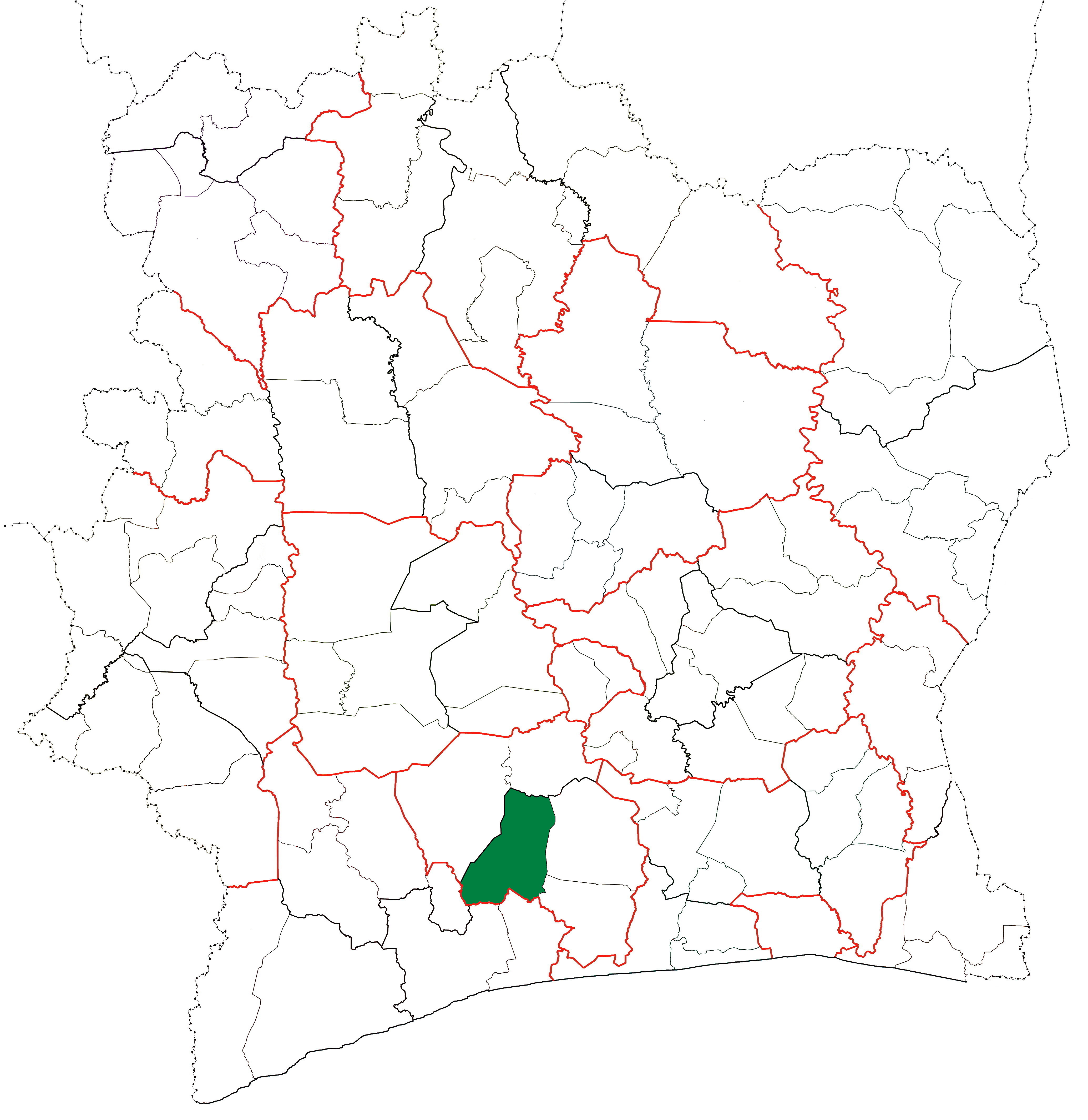

拉科塔省（法語：Lakota），是科特迪瓦的省份，位於該國南部戈吉布阿區，由洛吉布瓦大區負責管轄，東西是迪沃省，成立於1980年，2014年該城鎮人口為202,201人。